# داگمر ۱۶۶۹
سیارک ۱۶۶۹ (به انگلیسی: 1669 Dagmar، نامگذاری:1934RS) هزار و ششصد و شصت و نهمین سیارک کشف شده‌است که در ۷ سپتامبر ۱۹۳۴ و در هایدلبرگ کشف شد.
قدر مطلق سیارک برابر ۱۰٫۹۷ است.